# همسر احمق
همسر احمق (فرانسوی: Le Coup du berger‎) یک فیلم کوتاه بیست و هشت دقیقه‌ای به کارگردانی ژاک ریوت است که در سال ۱۹۵۶ منتشر شد. داستان فیلم در مورد زنی است که به همسرش خیانت می‌کند. هنگامی که معشوق زن، برایش یک پالتو پوست می‌خرد، باهم طرحی می‌ریزند تا شوهر، از مبدأ پالتو، چیزی نفهمد.
این فیلم از اولین فیلم‌های موج نوی فرانسه یا متقدم‌ترین فیلم این جنبش شناخته می‌شود.

## بازیگران
- ژاک دونیول-والکروز
- ژان-کلود بریالی
- فرانسوا تروفو
- ژان-لوک گدار
- کلود شابرول
- ژاک ریوت